# Makoto Itō
Makoto Itō (伊藤 誠 Itō Makoto?) es el personaje protagonista de la novela visual School Days, desarrollada por 0verflow, y se lo incluyó también en varias secuelas. Es un estudiante de primer año, educado y formado, cuya vida se complica a medida que comienza relaciones sentimentales con múltiples muchachas a la vez y estas se boicotean entre sí para quedarse con él. Sus seiyūs son Tatsuya Hirai en el juego y Daisuke Hirakawa en el anime.
Vive con su madre divorciada y tiene una hermana menor llamada Itaru, quien vive con su padre. Muestra una adicción al sexo que lo transforma de un joven casual, comprensivo y gregario, a uno apático, corrompido y egoísta. Se da a entender en varias ocasiones que es consciente de las consecuencias de sus acciones, pero no hace ningún intento real para remediarlas. Sin embargo, al final vuelve a ser el que era, pues abandona la faceta de adolescente déspota y se queda con su primera novia, Katsura Kotonoha, la única por quien tiene sentimientos genuinos. 
El personaje tiene cierta popularidad entre los consumidores de anime y manga, al mismo tiempo que es «trágicamente célebre» por lo que le ocurre en uno de los tantos finales de la franquicia; tan es así que se han llegado a organizar eventos de terror como «Makoto The Real», que recrea sus últimos momentos. En 2014 figuró, 785 puntos, como el tercero de los veinte personajes más malvados o desagradables del anime, según una encuesta del medio japonés Charapedia. Además, en 2023 Comic Book Resources lo ubicó como el décimo personaje más mujeriego del anime, en un artículo donde, al igual que en el anterior listado, se lo describe como un joven «desagradable».

## Personaje

### Personalidad
La personalidad de Makoto difiere mucho en función del formato de la historia. En el anime, se lo representa como torpe y carente de empatía, pero bienintencionado. No se interesa por las relaciones, lo que no significa que no disfrute del sexo y de otras actividades similares. Hasta cierto punto, sabe que está mal salir con varias chicas al mismo tiempo, pero no hace nada para solventar sus errores, llegando al punto de engañar a Sekai Saionji con las amigas de esta y de continuar incluso después de que ella se enterara. 
En el manga, demuestra genuina preocupación por los sentimientos de las mujeres, muestra afecto por Kotonoha Katsura y se siente terrible por engañarla con Sekai. Llegado el momento, termina con esta última, de quien quiere seguir siendo amigo, y confiesa la traición a Kotonoha. Además, cuando esta lo lastima, él se adjudica la culpa, diciendo que el dolor que siente no es nada comparado con lo que Kotonoha debió haber experimentado, por lo que quiere estar con ella por siempre. En cambio, en la secuela del manga, Cross Days, se desempeña como antagonista: solo piensa en sí mismo y utiliza a las chicas, sin importarle si las lastima. Incluso, intenta violar a Roka Kitsuregawa y corteja a Yuuki Ashikaga —mientras este se viste de mujer y se hace llamar Yuu— enfrente de Kotonoha.

### Familia
Vive en un apartamento con su madre —quien nunca aparece en el manga o en el anime—, una enfermera, mientras que su hermana pequeña, Itaru, se halla con su padre, Tomaru Sawagoe, un médico cuya personalidad coqueta y poligámica es similar a la de su hijo. Itaru aparece en Summer Days. En el anime, Makoto solo le menciona a Sekai que su hermana lo visita de vez en cuando. En la novela visual, luego de que Kotonoha se suicidara, Makoto ayuda a su madre en un negocio para salir adelante en tanto ingresa a la universidad.

## Relaciones

### Sekai Saionji
Makoto conoce a Sekai Saionji el primer día de preparatoria, ya que van a la misma clase, y se hacen amigos en parte gracias a la personalidad sociable de ella. Sekai entrega todo de sí para ayudarlo a conquistar a la joven de quien gusta, Kotonoha, y llega a salir con él, a modo de práctica. En estas citas, ella se enamora de él, y pronto comienzan a tener relaciones. Makoto, quien en este punto ha logrado formar pareja con Kotonoha, no se preocupa en desmentir los rumores sobre que está saliendo con Sekai. Todo se desmorona cuando Sekai descubre que está esperando un hijo de Makoto, quien a su vez se acuesta con otra compañera, Otome.
La idea de ser padre le resulta inconcebible al adolescente, quien sugiere que Sekai se practique un aborto, algo que la horroriza. Lejos de mejorar la situación, Makoto se ausenta de una cena que tenía programada con Sekai, le recrimina por llamada que esté embarazada e invita a Kotonoha a su casa. La estabilidad mental de Sekai se desploma cuando acude al lugar y los ve besándose, sumado al hecho de que Makoto poco después vuelva a incitarla a que aborte. Al día siguiente, ambos se encuentran en casa de él, donde la muchacha lo asesina a apuñaladas.

### Kotonoha Katsura
Makoto está fascinado con la tímida Kotonoha Katsura, quien se convierte en su novia pero aún no se ve capaz de satisfacer los latentes deseos sexuales del protagonista. Para cuando se arma de valor y empieza a invitarlo a salir, prepararle comida y pedirle que la acompañe a casa, a Makoto ya le interesan otras estudiantes. Sin entender por qué la ignora, comienza a obsesionarse con él y termina completamente desquiciada. Al ver el daño que ha provocado, Makoto, quien en esta parte de la historia atraviesa todos los problemas mencionados con Sekai, vuelve a salir con ella, esta vez con la idea de serle fiel. Sin embargo, después de eso Kotonoha encuentra el cuerpo de Makoto y, en un estado de locura, le corta la cabeza. Cómo sabe que la homicida es Sekai, la cita en la azotea de la escuela, le muestra la cabeza cercenada y la mata con un cuchillo. Además, le abre el vientre para comprobar si en verdad estaba embarazada. Al final, se aprecia a Kotonoha en un yate, mientras abraza la cabeza de Makoto y dice que estarán juntos para siempre.

### Otome Katou
Si bien Kotonoha y Sekai son las protagonistas del triángulo amoroso, no son las únicas interesadas en Makoto. Una de las tantas candidatas es Otome, de quien es amigo desde años antes, pero en el presente no se llevan bien. A pesar de ello, una vez la joven confiesa que siempre ha estado enamorada de él, Makoto aprovecha para tener sexo casual en dos oportunidades. El joven afirma que le tiene aprecio y se niega a romper el vínculo cuando Setsuna le pide que sea fiel a Sekai. Otome pierde interés y estima por Makoto en el momento en que se entera de la reacción de este al embarazo de Sekai. 
En uno de los finales, ambos esperan un hijo.

### Setsuna Kiyoura
Setsuna, la mejor amiga de Sekai, ha estado enamorada de Makoto desde que este la salvó de unos niños que se burlaban de ella por su baja estatura. El joven se molesta ante los continuas pedidos de Setsuna de que abandone a Kotonoha para no herir a Sekai. Cuando Setsuna se marcha a Francia, el protagonista la busca desesperado en el aeropuerto. 
En uno de los finales, ambos esperan un hijo y Setsuna le dice que piense en un nombre cuando dé a luz en Japón. Por otra parte, la trama principal de Summer Days los involucra, porque Setsuna planea confesarle su amor.

### Hikari Kuroda
A la largo de la historia, mantiene también relaciones sexuales con Hikari, una de las mejores amigas de Sekai y Setsuna quien, en primer lugar, estaba enamorada de Taisuke, amigo de Makoto. Este personaje no es en absoluto sumiso con el muchacho, puesto que, aun cuando están acostándose, le reprocha su falta de interés por Sekai y sus infidelidades, a lo que él responde: «Solo [estoy] contigo, Hikari». En esa línea, lo abandona cuando se entera del embarazo de su amiga. 
En uno de los finales, tiene un hijo con ella.

### Yuuki Ashikaga
En Cross Days, Yuuki descubre que Makoto engaña a Kotonoha con varias chicas a la vez. En función de las decisiones del jugador, puede confrontarlo directamente —y terminar golpeándolo—, o vestirse de mujer para seducirlo —como una chica llamada Yuu— y demostrarle a Kotonoha que Makoto no es un buen sujeto. En el segundo caso, se enamorará de Makoto, quien, al mismo tiempo, se interesará en Yuu, marcadamente insumisa, en comparación con las demás jóvenes. 
En uno de los finales, Taisuke descubre que Yuuki es travesti y, acto seguido, lo chantajea e intenta violarlo en un baño. Makoto lo salva y sigue enamorado aun cuando se da cuenta de que se trata de un varón. Finalmente, Makoto continúa en pareja con Kotonoha, aunque asegura que Yuuki es su verdadero amor y que quiere seguir viéndolo, pero en secreto.
En el manga, su relación con este es mucho más enemistosa, porque a Yuuki no le agrada la forma de ser de Makoto y decide travestirse para tenderle una trampa.

### Otros
Aunque solo funciona como un elemento cómico, en el primer OVA, Valentine Days, Kokoro —hermana pequeña de Kotonoha—, Youko —madre de Sekai— y hasta Taisuke muestran atracción hacia Makoto. En Summer Days, el protagonista mantiene relaciones sexuales con Youko y con Kokoro, algo que Kotonoha oye, a lo que le propina un golpe en la cabeza al muchacho, quien queda inconsciente. Puede tener encuentros también con la hermana de Otome, Karen.
En uno de los finales de Shiny Days, embaraza a Youko, Setsuna y Mai —madre de Setsuna—. Incluso las tres convencen a Sekai de que se una a los encuentros. En otro final, embaraza a Manami, la madre de Kotonoha. Sin saberlo, Kotonoha y Kokoro esperan diferentes hermanos, sin saber quién es el padre.

## Finales
Dos amantes o amantes para dos: Final de FROM THE KISS. Se trata de un final de "harem", Kotonoha y Sekai deciden compartir a Makoto pacíficamente y esto resulta ser bueno para todos, entonces, cuando la Navidad está cerca, Kotonoha y Sekai descubren que los dos están embarazadas y deciden dar a luz a sus bebés como "regalos de Navidad" a Makoto.
A mis Niños: Final del SD1. Sekai escucha a Makoto diciéndole a Kotonoha que Sekai solo era buena para tener sexo y que ahora puede amarla finalmente. Sekai se retira y se los ve juntos en el atardecer. Sekai visiblemente embarazada, lo apuñala y huye. Makoto intenta calmarla, pero muere desangrado. En el SD2 se ve que Sekai huyó tras la muerte de Makoto.
Eternamente: Kotonoha intenta desesperadamente recuperar a Makoto, pero este la rechaza porque quiere a Sekai. Perdida, Kotonoha le dice que no cree en su felicidad porque ella no puede vivir sin él. Makoto y Sekai la dejan sola y de repente ven como Kotonoha se arroja de cabeza desde el último piso del edificio gigantesco al ver a Makoto y a Sekai en la entrada del edificio mientras caía. Da una muy pequeña sonrisa y luego cae suicidándose frente a sus ojos.
Manga: Kotonoha descubre que Makoto la engaña con Sekai, sin embargo, este está arrepentido por lo que hizo y trata de enmendar el error con Kotonoha, ella decide que es Sekai la que generó el problema y trata de matarla pero Makoto la detiene y él es el que sale herido, ya en el hospital, Sekai lo está cuidando y mientras el le dice que regresara con Kotonoha, recibe una llamada telefónica de Kokoro que le dice que su hermana esta cubierta de sangre y no se mueve, Sekai le confiesa que ella la apuñaló por que no era digna de él y, con una sonrisa psicótica, le dice que ahora podrán estar juntos para siempre.
Anime: Makoto arrepentido por haber y dándose cuenta de todo lo que hizo, vuelve con Kotonoha para decirle que la ama y que el cometió un terrible error. Makoto vuelve a su apartamento y se encuentra con Sekai, le dice que se vaya porque el ya no la ama, Sekai entra en shock y Makoto sin hacer ni decir nada le vuelve a decir que se vaya y va a su habitación donde Sekai enojada, lo mata y se va, tiempo después Kotonoha llega al apartamento de Makoto y ve su cadáver en el suelo de su habitación, Kotonoha llama a Sekai y le pide reunirse en el edificio de su escuela donde le dice todo acerca el incidente y le muestra la cabeza de Makoto a Sekai, acto seguido Kotonoha mata a Sekai. Después se ve una escena de Kotonoha con la cabeza de Makoto en un barco diciendo: al fin estamos solos...